# Dischingen
Dischingen és un municipi del districte de Heidenheim a Baden-Württemberg a Alemanya del sud. El municipi està format per diversos pobles petits que han estat absorbits com Dischingen, Ballmertshofen, Demmingen, Dunstelkingen, Eglingen, Frickingen i Trugenhofen i inclou el Castell de Katzenstein.

## Demografia
Dischingen té 4.484 habitants amb dades del 18 de gener del 2007, dels quals 1.811 viuen a Dischingen amb la resta en les comunitats circumdants. Té una extensió de 78.06 km2 (30.14 sq mi), dels quals 6.68 km2 (2.58 sq mi) són edificis, 28.3 km2 (10.9 sq mi) bosc, 42.6 km2 (16.4 sq mi) granges i 0.48 km2 (0.19 sq mi) aigua.

## Història
Dischingen s'esmentà per primera vegada el 1049. Durant l'Edat Mitjana havia pertangut al comtat de Dillingen. Quan els comptes de Dillingen van morir el 1258, el comtat va ser heretat per la Casa de Wittelsbach. Després de la Guerra de Successió de la casa Landshut, el 1505 Dischingen esdevingué part del ducat de Palatinate-Neuburg (German: Pfalz-Neuburg). El 1734 la ciutat esdevingué propietat de la Casa Principal de Thurn. Va passar a formar part de Baviera i uns anys més tard, el 1810, esdevingué part de Württemberg.
A Dischingen no hi va arribar la influència de la Reforma protestant, de manera que principalment és catòlica. Els luterans de l'Església Evangèlica de Württemberg a Dischingen pertanyen a la parròquia de Fleinheim-Dischingen.
L'1 de gener del 1972, Trugenhofen va unir-se a Dischingen. Dos anys més tard, l'1 de gener del 1974, els pobles de Ballmertshofen, Demmingen, Dunstelkingen, Eglingen i Frickingen esdevingueren tambe part de Dischingen.